# Erik Fleming (1487–1548)
Erik Fleming, född 1487, död 1548 på Qvidja i Egentliga Finland, var en svensk adelsman och militär. Han var Gustav Vasas hårdhänte och betrodde man i Finland och utnämndes, tillsammans med sin bror Ivar Fleming, till riksråd 3 juni 1523 och dubbades till riddare vid kungens kröning 12 januari 1528.

## Biografi
Erik Fleming föddes 1487 på Qvidja i Egentliga Finland. Han var son till riksrådet Joakim Fleming och Elin Björnsdotter till Qvidja. Fleming tjänade under sin ungdom utomlands. Han var fogde i Norrfinland 1512–1520, häradshövding i Piikis domsaga från 1518 och i Halikko härad från 1537 samt lagman i Söderfinne lagsaga senast 1524. I befrielsekriget deltog han i kampen mot Kristian II:s trupper i Finland 1522 och besegrade slutligen den danska flottan i sjöslaget vid Stockholm. Året därpå var han ståthållare och hövitsman för Gustav Vasas trupper i Finland. Erik Fleming innehade Raseborgs slott och län 1528–1540. Under grevefejden sändes han som fältöverste till det svenska krigsfolket i Skåne. Samtidigt var han kungens ombud hos danska riksråden och hos kung Kristian III från vilken han lyckade utverka ett löfte om pantbrev på de pengar Gustav Vasa utlånat. Vintern 1535–1536 övervakade Fleming tillsammans med amiralen Måns Svensson Somme den svenska flottan i Öresund. Han var en av de svenska stormän som beseglade fördraget i Brömsebro 1541 där han titulerades amiral.
Fleming var en entreprenör som intresserade sig för sjöfart, handel samt jord- och bergsbruk. Han drev sin verksamheter hårdhänt och sina underlydande plågade han med olaga skatt, gästning och våld. Gustav Vasa ingrep efter att bönder uppvaktat honom med en klagoskrift och fråntog Fleming tillfälligt Raseborgs län. För kulturella uppgifter visade Fleming intresse, till exempel främjade han hos kungen tryckningen av Mikael Agricolas finska översättning av Nya testamentet.   

### Egendom
Fleming ägde Svidja, Qvidja, Yläne, Pickala i Sjundeå socken, Vartsala coh Runagård i Sagu socken.

### Familj
Fleming var gift med Hebbla Siggesdotter Sparre, dotter till riksrådet Sigge Larsson (Sparre) och Kerstin Månsdotter (Natt och Dag). De fick tillsammans barnen kammarjunkaren Joakim Fleming (1534–1563), riksamiralen och riksmarsken Clas Fleming (död 1597) och Filippa Fleming (död 1578) som var trolovad med Knut Jönsson Kurck.

## Psalmer
- Evinnerlig är mitt hopp till Gud.[8]